# 奧涅加半島

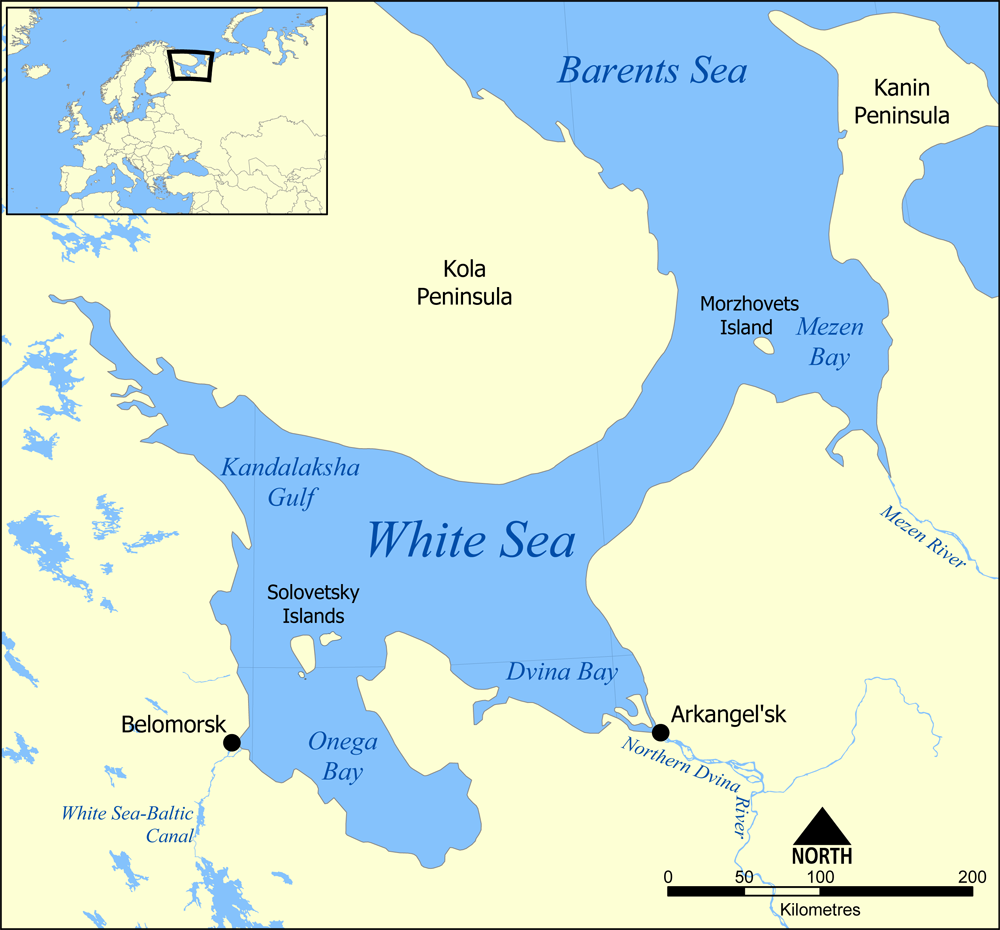
奧涅加半島位置

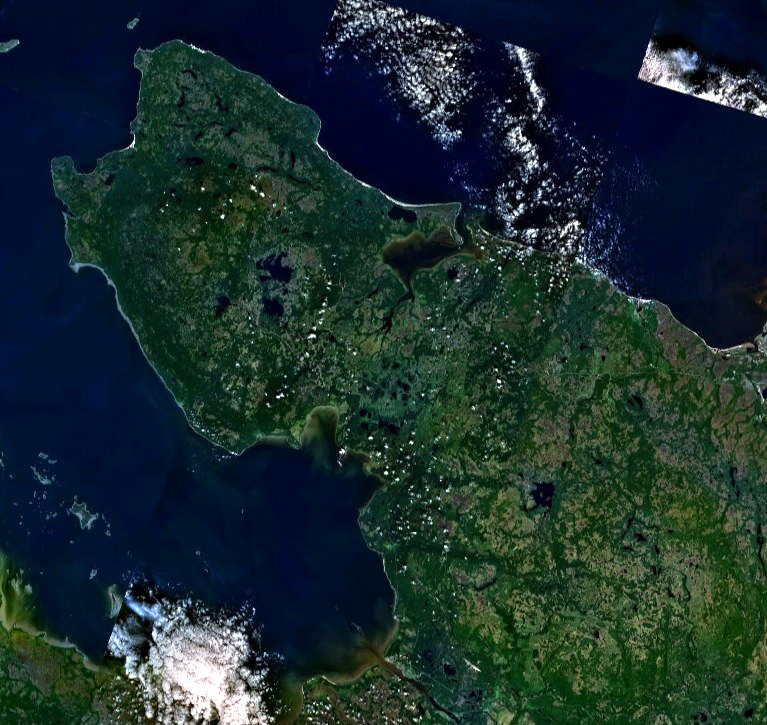
奧涅加半島衛星照片

奧涅加半島是俄羅斯西北部的半島，位於阿爾漢格爾斯克州內白海南部，西南面有奧涅加灣，東北面有德維納灣，半島地勢平坦，最高點海拔高度202米。
64°40′N 37°30′E / 64.667°N 37.500°E